# Adonisea martini
Adonisea martini là một loài bướm đêm trong họ Noctuidae.